# 三國志14
《三國志14》是日本光榮特庫摩基於三國題材製作與發行的歷史戰略模擬遊戲，是三國志系列的第14款作品，對應PlayStation 4和Windows平台。在2019年9月12日的東京電玩展中公開了《三國志14》的消息，後於2020年1月16日上市。於2020年8月24日發表《三國志14 威力加強版》，在2020年12月10日發售，也對應任天堂Switch平台。

## 玩法
登場人數增至1000位以上，武將含有五維能力、個性、戰法、陣形等項目。內政、戰鬥、外交、計略等皆在同一張地圖下進行，同一張中原地圖下戰鬥，最早源自《三國志IX》。前作《三国志13》是扮演武將制，但是本作是回復到《三国志12》的扮演君主制，並可透過DLC而獲得遊戲編輯功能。

## 劇本
- 184年 2月 黃巾之亂
- 188年 8月 漢朝搖搖欲墜 (PK DLC劇本)
- 190年 1月 反董卓聯盟
- 191年10月 二袁的意圖 (PK劇本)
- 194年 6月 群雄割據
- 196年 6月 曹操得勢 （PK DLC劇本）
- 198年 3月 呂布討伐戰 (DLC劇本)
- 200年 1月 官渡之戰
- 202年 6月 河北爭亂 (DLC劇本)
- 207年 9月 三顧茅廬
- 208年10月 赤壁之戰 (PK劇本)
- 211年 7月 潼關之戰 (DLC劇本)
- 215年 8月 合淝之戰 (DLC劇本)
- 217年 7月 漢中爭奪戰
- 219年 7月 關羽包圍網 (PK劇本)
- 221年 7月 夷陵之戰 (早期購入特典)
- 225年 7月 征伐南蠻 (PK DLC劇本)
- 227年 2月 出師表
- 234年 2月 秋風五丈原 (GAMECITY店舗特典)
- 238年 1月 征討遼東 (PK劇本)
- 249年 1月 正始政變 (DLC劇本)
- 263年 5月 蜀漢滅亡 (PK早期特典劇本)

## 假想劇本
- 188年 8月 黃天當立 (DLC劇本)
- 197年 7月 皇帝呂布 （PK DLC劇本）
- 199年 7月 河北之雄‧公孫瓚 (DLC劇本)
- 199年11月 漢朝忠臣在此 (DLC劇本)
- 201年 5月 華北霸者·袁紹 (PK DLC劇本）
- 209年 3月 曹家分裂 (DLC劇本)
- 209年 6月 志在千里 (PK DLC劇本)
- 210年11月 天下二分之計 （PK DLC劇本）
- 212年 6月 錦馬超展翅高飛 (PK DLC劇本)
- 235年 1月 越過秋風 （PK DLC劇本）
- 251年 1月 永遠之夢境 (銀英連動劇本)
- 251年 1月 姓氏爭霸 (DLC劇本)

## 隱藏劇本
- 251年 1月 英雄集結 (隱藏劇本)
- 251年 1月 英雄亂舞 (PK隱藏劇本)

## 稱霸戰記
威力加強版追加
重現三國演義中著名場面的戰役模式「稱霸戰記」
- 190年1月 反董卓聯盟
- 194年4月 兗州爭奪戰 (DLC)
- 199年12月 官渡之戰
- 204年4月 河北平定戰 (DLC)
- 208年9月 赤壁之戰
- 211年6月 劉備入蜀 (DLC)
- 218年10月 荊州爭奪戰
- 233年10月 五丈原之戰
- 279月11月 吳平定戰（DLC)
- 251年1月 猛將席捲 (DLC)

## 評價
《Fami通》雜誌為遊戲打出34/40分，稱讚遊戲方便的自動指令、新穎的版圖顏色、更強大的即時戰略性，但批評選單過於複雜。PC Gamer和PCGamesN則是毀譽參半，特別常被批評的是英文翻譯不夠地道和戰鬥的步調過慢。
發售後幾日，在日本賣出超過20,000份PS4版本。

## 聯動合作
- 與田中芳樹的小說「銀河英雄傳說」、「萊莎的鍊金工房～常闇女王與秘密藏身處～」聯動合作，同作角色以追加下載角色形式實裝。
- 與燒酒窖「薩州濱田屋傳兵衛」合作，於2020年5月28日推出「薩州 三國志」、「薩州 赤兔馬」、「薩州 呂布」等3款飲品的DLC作為名品在遊戲中登場[7]。

## 外部連結
- 官方网站：日本、台灣